# Aeropuerto de Tiksi

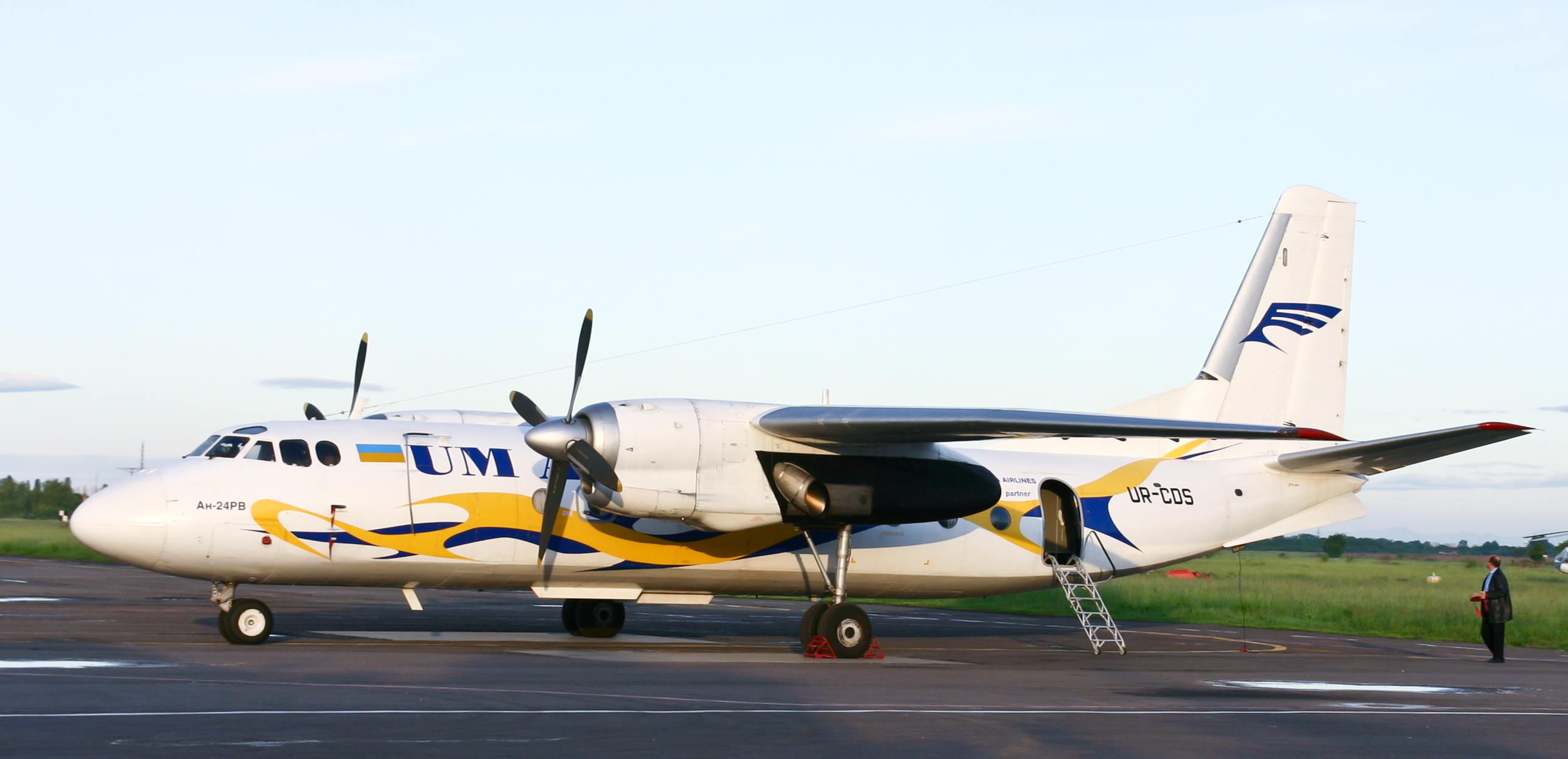
Antonov An-24

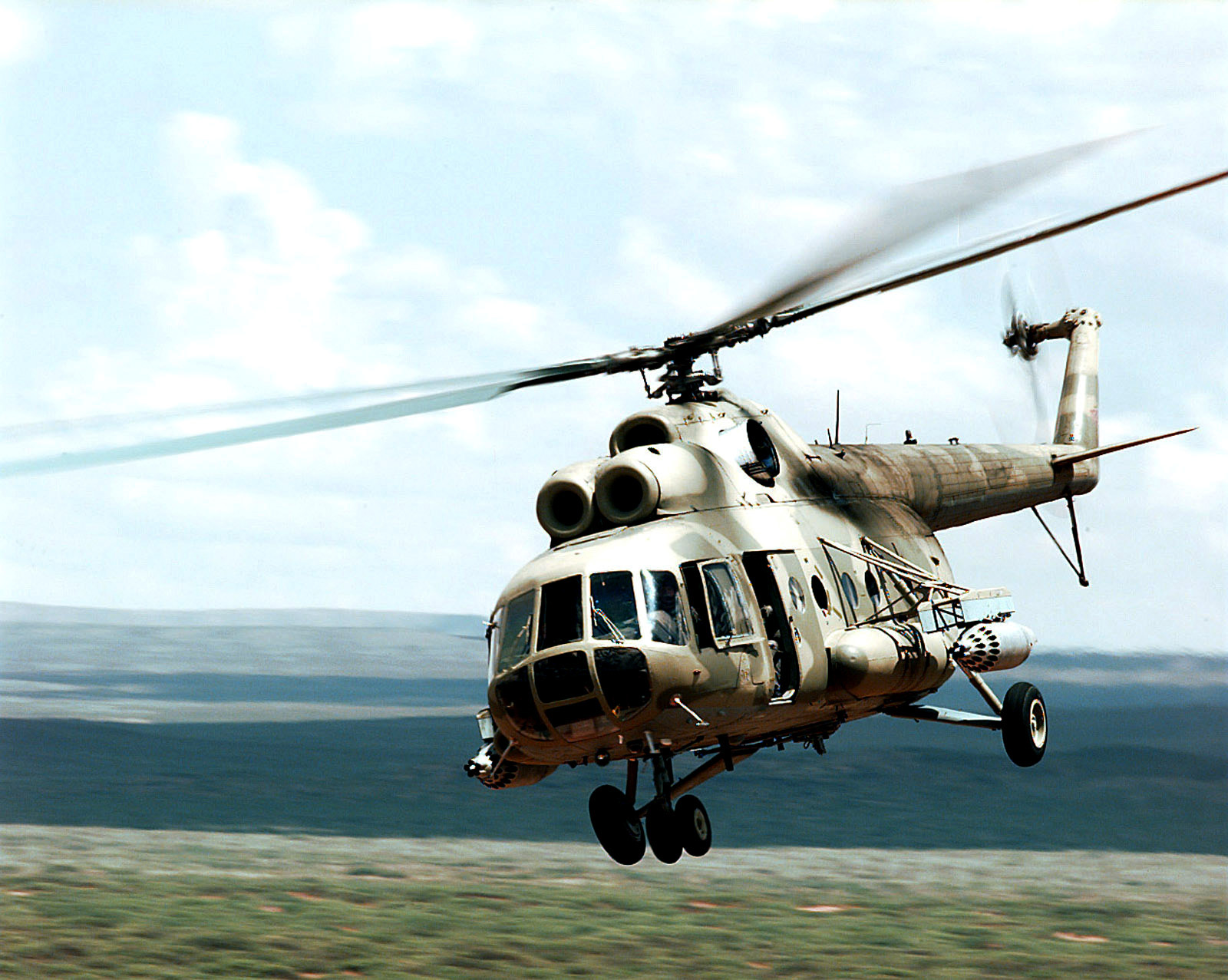
Mil Mi-8

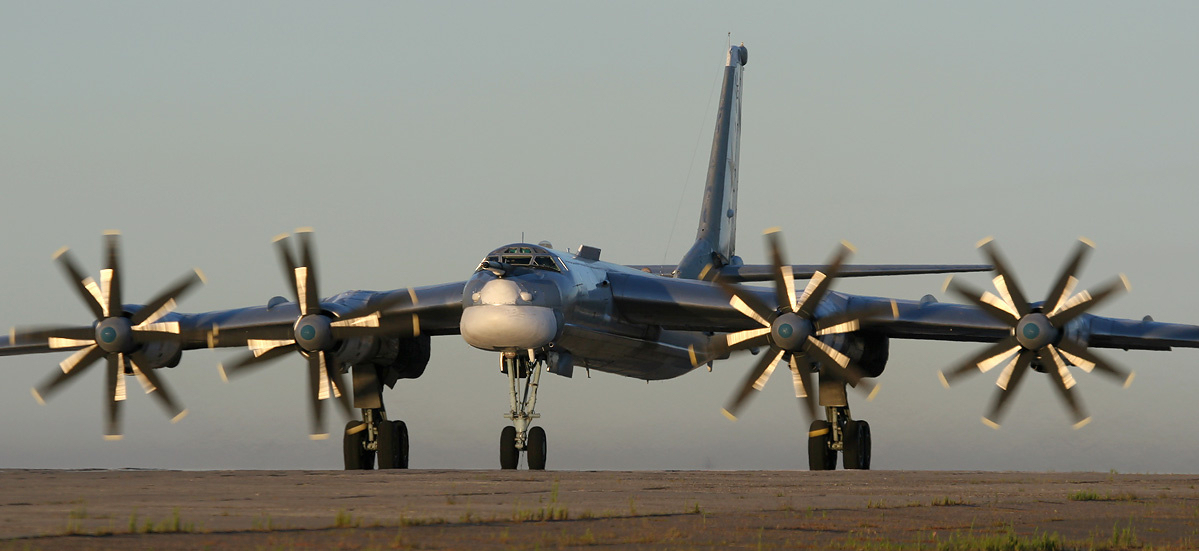
Tupolev Tu-95 Bear

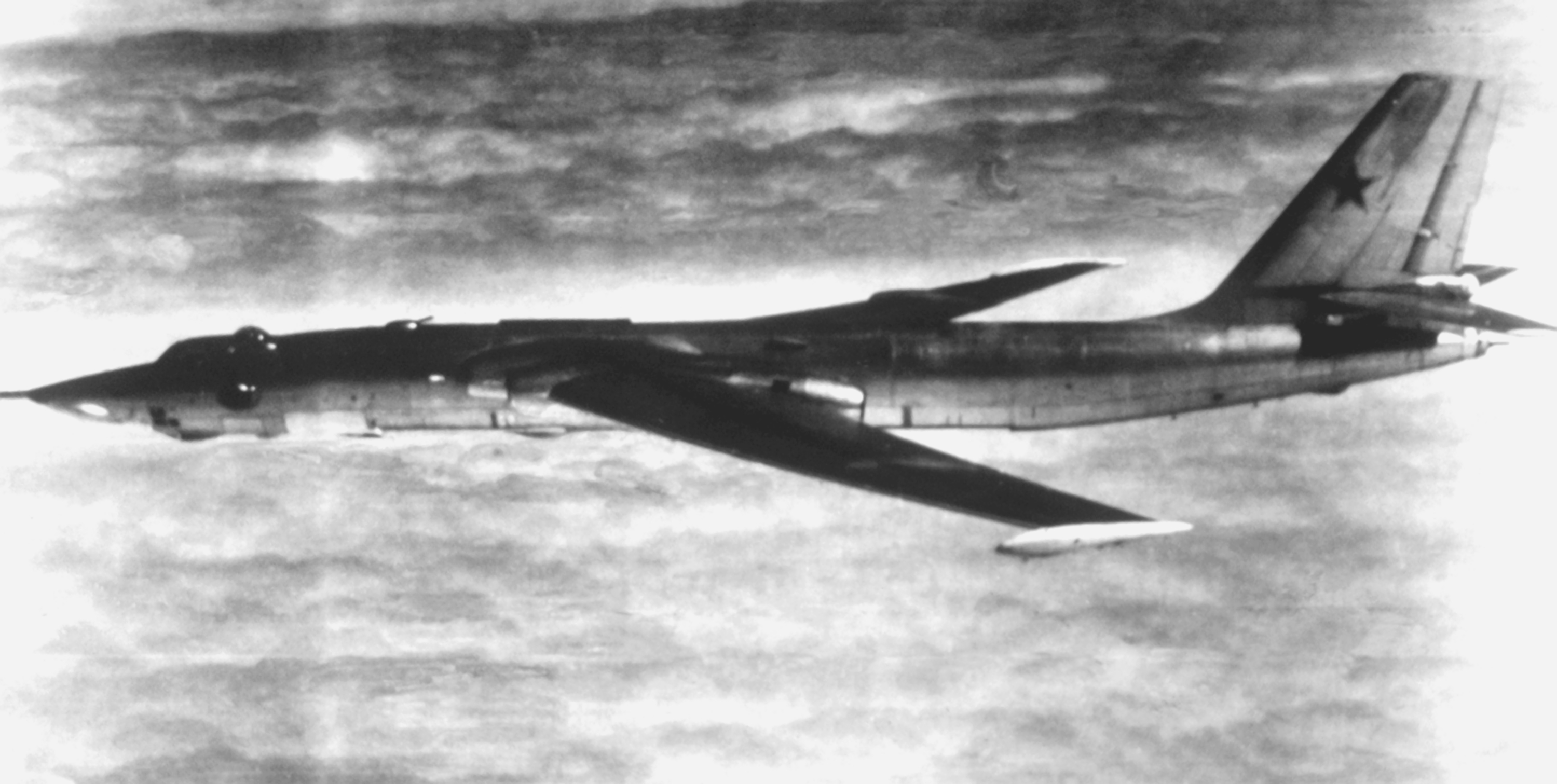
Miasíshchev M-4 Bison

El Aeropuerto de Tiksi (en ruso: Аэропорт Тикси; ICAO: UEST; IATA: IKS), se encuentra 1 km al noreste de Tiksi, en la República de Sajá (Yakutia), Rusia.
Está a 1.500 kilómetros al noreste del aeropuerto de Norilsk-Alykel y 1.070 kilómetros al norte del de Yakutsk.
El espacio aéreo está controlado desde el FIR de Tiksi (ICAO: UEST).
Actualmente es un gran aeropuerto al servicio del puerto ártico de Tiksi. Sin embargo ha tenido un importante papel militar desde su construcción en la década de los 50. 

## Pista
El aeropuerto de Tiksi dispone de una pista de hormigón en dirección 03/21 de 3001x59 m. (9842x164 pies).
El pavimento es del tipo PCN 36/R/A/W/T, lo que permite el acceso a aeronaves con un peso máximo al despegue de 260 toneladas.

## Operaciones civiles
En el aeropuerto operan las compañías YakutAir y Polar Airlines.
El servicio civil del aeropuerto es proporcionado por un avión turbohélice An-24
Actualmente en el aeropuerto de Tiksi hay dos helicópteros Mi-8 a cargo de Polar Airlines para vuelos de Defensa Civil, emergencias de salud pública y control del territorio.

## Operaciones militares
Desde su construcción ha sido operado por el OGA (Grupo de Control del Ártico) como instalación de "salto" de los bombarderos soviéticos para alcanzar los Estados Unidos, utilizando de manera regular aviones Tu-95S (designación OTAN: Bear) en sus ejercicios, incluyendo el que, en 1999, los bombarderos practicaron hasta el ártico canadiense. Durante el invierno el aeropuerto podía ser utilizado por los M-4 (designación OTAN: Bison).
También aloja el 24 OTAE

## Aeropuerto de emergencia ETOPS
Tiksi es utilizado como aeropuerto de emergencia para aviones bimotores como los Airbus A300, Airbus A310, Airbus A330, Boeing 737, Boeing 757, Boeing 767, Boeing 777, Gulfstream V G500/G550 o Gulfstream IV G350/G450 cuando realizan rutas polares. Los aeropuertos rusos de Chulman-Nériungri, Salejard, Norilsk-Alykel, Pevek-Apapélguino, Polyarny, Yakutsk, Mirni, Bratsk, Blagovéshchensk-Ignatievo, Irkutsk, Játanga y Tiksi forman parte de los aeropuertos de emergencia para cumplir con los requisitos ETOPS.